# Децим Юний Силан (консул)
Де́цим Ю́ний Сила́н (лат. Decimus Iunius Silanus; родился около 107 года до н. э. — умер между 61 и 57 годом до н. э.) — римский политический деятель из плебейского рода Юниев, консул 62 года до н. э.

## Биография
Децим Юний Силан принадлежал к плебейскому роду Юниев. Первый известный истории носитель когномена Силан был претором в 212 году до н. э.. Дед Децима, носивший тот же преномен, — это предположительно Децим Юний Силан Манлиан, по крови сын патриция Тита Манлия Торквата (консула 165 года до н. э.), перешедший по усыновлению в семью Децима Юния Силана, сенатора и внука претора 212 года. Децим-усыновлённый был претором в 141 году до н. э. и покончил с собой, осуждённый собственным кровным отцом за злоупотребления в провинции. Его сын Марк стал первым консулом в этой ветви Юниев (109 год до н. э.); он потерпел поражение в войне с кимврами. Сыном Марка (предположительно вторым) был Децим.
Марк Туллий Цицерон в трактате «Брут» называет Децима Юния своим ровесником; но, судя по датам консулата, Силан был старше по крайней мере на год, так что его рождение следует отнести к 107 году до н. э. Известно, что должность эдила он занимал позже, чем Квинт Гортензий Гортал, то есть после 75 года, но до 69, а должность претора — до 66 года. Не позже 74 года до н. э. Децим Юний стал членом жреческой коллегии понтификов.
В качестве эдила Силан организовал для народа роскошные игры. В 65 году до н. э. он выдвинул свою кандидатуру в консулы, но потерпел поражение на выборах. Следующую попытку он предпринял двумя годами позже (речь тогда шла о магистратурах на 62 год до н. э.). Другими соискателями стали Сервий Сульпиций Руф, Луций Лициний Мурена и Луций Сергий Катилина. Больше всего голосов набрали Силан и Мурена. Тогда Руф привлёк Мурену к суду по обвинению в подкупе избирателей, но проиграл процесс; результат Силана же никто оспаривать не стал. После этих событий Катилина перешёл к незаконным методам борьбы за власть. Составленный им заговор был раскрыт, многие видные участники были арестованы. Во время заседания сената 5 декабря 63 года до н. э., где обсуждалась судьба заговорщиков, Децим Юний как избранный консул говорил первым и высказался за высшую меру наказания. Это предложение получило поддержку, но избранный претор Гай Юлий Цезарь предложил не казнить катилинариев, а приговорить их к пожизненному заключению в разных городах Италии. Под впечатлением от речи Цезаря многие сенаторы поменяли мнение, а Силан заявил, что был неправильно понят и что изначально имел в виду именно это. Тем не менее Марк Порций Катон настоял на смертной казни.
Совместно Децим Юний и Луций Лициний добились принятия закона, согласно которому в казначействе должны были храниться копии всех законодательных актов. Силан добивался предоставления ему провинции после истечения полномочий, но о результате этих его усилий ничего не известно: он вообще не упоминается в источниках после консулата. По-видимому, Децим Юний вскоре умер. По крайней мере, в списке понтификов на 57 год до н. э. его имени уже нет.

## Интеллектуальные занятия
Марк Туллий Цицерон упоминает Децима Юния в числе видных римских ораторов в трактате «Брут». По его словам, Силан «прилежанием не отличался, но ума и словесной легкости было у него вдоволь».

## Семья
Децим Юний был женат на патрицианке Сервилии, дочери Квинта Сервилия Цепиона (этот нобиль, погибший во время Союзнической войны, был известен главным образом как враг своего зятя и шурина Марка Ливия Друза) и Ливии. Шурином Силана был Марк Порций Катон, свояком (или мужем племянницы) — Луций Лициний Лукулл. Для Сервилии это был второй брак; от первого мужа, Марка Юния Брута, она родила сына того же имени, ставшего впоследствии убийцей Цезаря.
У Децима и Сервилии родились три дочери. Юния Прима вышла за Публия Сервилия Исаврика (консула 48 года до н. э.), Юния Секунда — за Марка Эмилия Лепида (члена Второго триумвирата), Юния Терция — за Гая Кассия Лонгина, товарища Брута по заговору.